# راميرو روكا
راميرو روكا (بالإسبانية: Ramiro Rocca)‏ هو لاعب كرة قدم أرجنتيني في مركز الهجوم، ولد في 22 نوفمبر 1988 في Hughes ‏.